# 2015年WTA巡迴賽錦標賽
2015年WTA巡回赛锦标赛是WTA巡回赛锦标赛自创办以来的第45届单打和第40届双打比赛，由国际女子网联在新加坡举办。此巡回赛囊括了2015年年终冠军积分排名前八的单双打运动员。